# Shariatpur
Shariatpur este un oraș din Bangladesh.